# Charles Osborne (escritor)
Charles Thomas Osborne (n. 24 de noviembre de 1927 en Brisbane) era un periodista, crítico, poeta y novelista, además de reconocida autoridad en ópera. Fue editor asistente de The London Magazine desde 1958 a 1966, director de literatura del Concejo de Artes de Gran Bretaña entre 1971 y 1986 y jefe de críticas de teatro del periódico londinense Daily Telegraph de 1986 a 1991. Es el único autor al que la herencia de Agatha Christie le permite producir obras adaptadas en su nombre. Pertenece a la Orden de la Estrella de Solidaridad Italiana por su destacada contribución a las obras de Verdi.

## Carrera
Fue a una escuela local y luego estudió en la Universidad de Queensland. Se desempeñó en periodismo literario y musical y en teatro de repertorio en Australia y Gran Bretaña, donde se estableció en 1953. En 1955 actuó en la película The Dam Busters, y en la obra teatral Black Coffee escrita por Agatha Christie, a la que más tarde adaptaría como novela.
En 1958, fue editor asistente de The London Magazine, fundado por John Lehmann, que publicaba poemas, historias cortas y reseñas literarias. Osborne escribió varios poemas cuando era joven y publicó tres colecciones de poesía, entre ellas Swansong en 1968.
Entre 1971 y 1986 fue director literario del Concejo de Artes de Gran Bretaña y de 1986 a 1991, fue jefe de crítica teatral del periódico Daily Telegraph. Continuó desempeñándose en periodismo en una amplia variedad de artes.
Osborne es una autoridad en ópera y ha publicado libros sobre Verdi, Wagner, Mozart, Puccini, Richard Strauss y las óperas bel canto. Su libro más importante, The Complete Operas of Verdi, fue el primero escrito por alguien que vio todas las óperas en escena. Fue traducido al italiano y publicado por la editorial Mursia. En 2009, el estado italiano le concedió el título honorífico de Commendatore dell'Ordine della Stella della solidarietà italiana por su contribución destacada en la vida y obra de Verdi.
Publicó una novela original, Pink Danube, en el año 2000 y adaptó diferentes obras de teatro a novelas, que fueron editadas y traducidas a diferentes idiomas. Realizó versiones noveladas de Black Coffee (1998), The Unexpected Guest (1999) y Spider's Web (2000), todas escritas por Agatha Christie. También adaptó la obra teatral Blithe Spirit (2004), de Noël Coward, y La importancia de llamarse Ernesto, de Oscar Wilde.
Posee un doctorado honoris causa de la Universidad Griffith, en Brisbane, Australia, por sus servicios a las artes y es fellow de la Royal Society of Literature. Fue presidente, y es miembro de concejo del Círculo de Críticos de Reino Unido.

## Obra parcial

### General
- Kafka, 1967
- Swansong (poesía) 1968
- The Opera House Album, 1979
- W. H. Auden: The Life of a Poet, 1980
- Letter to W. H. Auden and Other Poems, 1984
- Giving it Away (memorias), 1986
- Black Coffee (adaptación de la obra teatral de Agatha Christie), 1998
- The Life and Crimes of Agatha Christie, 2000
- Murder In Three Stages (adaptación de la obra teatral de Agatha Christie), 2007
- Spider's Web (adaptación de la obra teatral de Agatha Christie), 2008
- The Unexpected Guest (adaptación de la obra teatral de Agatha Christie), 2008

### Música
- The Complete Operas of Verdi, 1969
- Wagner and his World, 1977
- The Complete Operas of Puccini, 1981
- How to Enjoy Opera, 1982
- The Dictionary of Opera, 1983
- The Complete Operas of Wagner, 1990
- The Complete Operas of Strauss, 1992
- The Complete Operas of Mozart, 1992
- The Opera Lover's Companion, 2004